# Attila (Band)
Attila ist eine 2005 gegründete Metalcore-Band aus Atlanta, Georgia, Vereinigte Staaten. Die Gruppe steht zurzeit bei Artery Recordings unter Vertrag und hat seit ihrer Gründung fünf Studioalben veröffentlicht. Das 2011 erschienene Album Outlawed stieg auf Platz 87, das 2013 herausgegebene Album About That Life sogar auf Platz 22 der US-Charts ein.
Während ihrer Karriere ging die Gruppe mehrfach auf Tour durch Nordamerika, Australien und Europa. Dabei wurde die Gruppe von Chelsea Grin, Buried in Verona, Emmure, Hed PE, Arsonists Get All the Girls, See You Next Tuesday, Oceano und Heart of a Coward unterstützt.

## Geschichte

### 2005–2010: Gründung und die ersten Alben
Attila wurde 2005 von Chris „Fronz“ Fronzak (Gesang), Sean Heenan (Schlagzeug), Sam Halcomb (E-Bass), Matt Booth (E-Gitarre) und Chris Wilson (E-Gitarre) in Atlanta, Georgia gegründet. Die Musiker besuchten zu diesem Zeitpunkt noch die Highschool und knüpften über Umwege Kontakt miteinander.
Der Bandname wurde kurz nach der Gründung gewählt. Dabei wurde der Name der Band an dem Hunnenkönig Attila angelehnt. Die Texte der Gruppe handeln nicht über die typischen Themen des Death Metal. Am 23. Oktober 2006 war Sänger Chris Fronzak zu Gast in der MTV-Fernsehshow Made zu sehen. Die Band veröffentlichte die ersten beiden Alben Fallacy (2007) und Soundtrack to a Party (2008) über Statik Factory, bevor die Gruppe einen weltweiten Plattenvertrag mit Artery Recordings abschlossen.
Matt Booth und Chris Wilson verließen die Gruppe im Jahr 2007. Ersetzt wurden sie durch Chris Link und Nate Salameh. Ein Jahr später verließ Bassist Sam Halcomb die Band und Paul Ollinger wurde in die Gruppe integriert.
Die Gruppe spielte auf kleineren Konzertreisen mit Arsonists Get All the Girls, See You Next Tuesday, Chelsea Grin, American Me und We Are The End. Obwohl die Musiker seit 2005 aktiv sind, tourt die Gruppe erst 2010 auf einer exzessiven Weise.

### 2010–2011: Unterschrift bei Artery Recordings undRage
Im Jahr 2010 unterschrieb die Gruppe einen weltweiten Plattenvertrag bei Artery Recordings und veröffentlichte das inzwischen dritte Studioalbum am 11. Mai 2010. Es heißt Rage und wurde von Stephan Hawkes (Interlace Audio) in Portland, Oregon aufgenommen.
Vor der Veröffentlichung von Rage tourte die Gruppe vom 3. März 2010 bis 10. April 2010 mit Hed PE und Threat Signal. Am 8. Oktober 2010 erschien ein Musikvideo zum Lied Rage. Paul Ollinger, welcher die Gruppe 2008 beitrat, wurde 2010 durch Chris Comrie am Bass ersetzt. Comrie war zudem als Hintergrundsänger in der Band.
Am 8. Januar 2011 musste die Gruppe sämtliche Auftritte der Allstars Tour in Kanada absagen, da die Regierung des Landes dem Sänger Chris Fronzak die Einreise verweigert hatte.

### 2011–2013:Outlawed
Im Jahr 2011 begann die Gruppe mit den Arbeiten an dem vierten Studioalbum. Die erste Single des neuen Longplayers, Payback, veröffentlichte die Gruppe am 16. Juni 2013. Ein Musikvideo sollte im Oktober folgen. Das Album, das den Titel Outlawed trägt, erschien am 16. August 2011. Ende Oktober 2012 folgte die zweite Single, Party with the Devil. Zudem nahmen die Musiker den Song Soda in the Water Cup aus dem Album Soundtrack to a Party neu auf. Outlawed stieg auf Platz 87 in den US-Charts ein. Chris Comrie wurde 2012 durch Kalan Blehm ersetzt, welcher in der Band als Bassist und Hintergrundsänger fungiert.
Im November und Dezember 2012 spielte die Gruppe auf der Monster Energy Outbreak Tour gemeinsam mit Asking Alexandria, Memphis May Fire, Suicide Silence und As I Lay Dying. Am 4. Januar 2013 wurde bekannt, dass die Gruppe zwischen dem 16. Juni 2013 und dem 11. Juli 2013 im Rahmen der Warped Tour spielen würden.
Im Februar 2013 wurde bekannt, dass die Gruppe an einem neuen Album arbeite.

### 2013–2014:About That Life
Am 3. Februar 2013 verkündeten die Musiker, dass sie mit dem Schreiben der Stücke für das fünfte Studioalbum fertig seien und das Studio bezogen haben, um das neue Material aufzunehmen. Für die Produktion wurde Joey Sturgis engagiert. Am 20. April 2013 gab die Band bekannt, dass das Album About That Life heißen wird und am 25. Juni erscheinen soll. Die erste Single, Middle Fingers Up erschien ebenfalls am 20. April. Im April tourte die Gruppe gemeinsam mit Buried in Verona, Obey the Brave und Chelsea Grin als Vorband für Emmure auf deren jährlich veranstalteten The Mosh Lives Tour durch Europa. Am 20. April spielte die Gruppe auf dem Impericon Festival, welches auf dem agra-Gelände vor mindestens 6000 Besuchern. Außerdem spielten dort unter anderem Stick to Your Guns, Hundredth, Callejon, Breakdown of Sanity, The Sorrow und Heaven Shall Burn.
Am 24. Mai 2013 erfolgte die Veröffentlichung der zweiten Singleauskopplung, About That Life, bei Spotify und im Revolver. Vier Tage darauf wurde das Tracklisting bekanntgegeben. About That Life erschien am 25. Juni 2013 weltweit. Es stieg auf Platz 22 der US-Charts ein, was den bisher den höchsten Charteinstieg der Gruppe darstellt.
Am 11. Dezember 2013 wurde verkündet, dass Chris Fronzek das Studio bezogen habe, um ein Solo-Rap-Album aufzunehmen. Später am selben Tag wurde bestätigt, dass Attila erneut auf der Warped Tour auftreten werden. Zwei Tage später gaben die Musiker bekannt, als Vorband für I See Stars, Capture the Crown und Ice Nine Kills zu touren. Diese Konzertreise findet im Januar und Februar 2014 statt.

### 2014–2016:Guilty Pleasure
Am 6. Oktober 2014 gab die Gruppe das Veröffentlichungsdatum des inzwischen sechsten Studioalbums bekannt. Das Album, welches den Namen Guilty Pleasure trägt, erschien am 24. November 2014 über Razor & Tie.
Im November und Dezember 2014 war die Band Headliner der Monster Outbreak Tournee, bei der die Gruppe von Crown the Empire, Like Moths to Flames und Sworn In begleitet wurde. Die Tournee fand lediglich in den Vereinigten Staaten statt.
Am 22. Oktober 2014 gab Gitarrist Nate Salameh bekannt, die Band zu verlassen.

### Seit 2016:Chaos, Independent-Band und achtes Studioalbum
Am 4. November 2016 veröffentlichte die Gruppe mit Chaos ihr siebtes Album. Attila unterzeichnete bei SharpTone Records. Am 18. Oktober 2016 startete die Gruppe eine vierwöchige Headlinertournee durch die Vereinigten Staaten. Das Album stieg auf Platz 30 in den nationalen Albumcharts ein.
Am 1. Januar 2017 gab Sean Heenan bekannt, die Band zu verlassen. Im Februar und März folgte eine weitere Tournee, dieses Mal mit New Years Day, Cane Hill und Bad Omens. Den Sommer verbrachte die Band auf der Warped Tour.
Nachdem die Gruppe Ende 2017 mit Three 6 ein neues Lied veröffentlichte, kündigte die Gruppe Mitte Februar 2018 an, sich von ihrer Plattenfirma getrennt zu haben und ihr inzwischen achtes Album, dass die Band mit Matt Good von From First to Last in Arizona erarbeitet, in Eigenregie veröffentlichen zu können. Im März und April tourt die Band mit der Horrorcore-Band Insane Clown Posse durch die Vereinigten Staaten.
Am 26. Juni 2020 gaben Attila bekannt, dass sie sich von ihrem Touring-Schlagzeuger Bryan McClure mit sofortiger Wirkung trennen. Als Grund nennen Musiker Vorwürfe der Vergewaltigung und Grooming, die die ehemalige Freundin gegen McClure öffentlich gemacht hat.

## Diskografie

### Alben
- 2007: Fallacy (Statik Factory)
- 2008: Soundtrack to a Party (Statik Factory)
- 2010: Rage (Artery Recordings)
- 2011: Outlawed (Artery Recordings)
- 2013: About That Life (Artery Recordings)
- 2014: Guilty Pleasure (Artery Recordings)
- 2016: Chaos (SharpTone Records)
- 2019: Villain (Attila Music)
- 2021: Closure (Attila Music)

### Singles
- 2010: Rage (Artery Recordings)
- 2011: Smokeout (Artery Recordings)
- 2011: Payback (Artery Recordings)
- 2012: Another Round (Artery Recordings)
- 2012: Party With The Devil (Artery Recordings)
- 2013: About That Life (Artery Recordings)
- 2013: Shots for the Boys (Artery Recordings)
- 2014: Proving Grounds (Artery Recordings)
- 2015: Hate Me (Artery Recordings)
- 2015: Rebel (Artery Recordings)
- 2016: Ignite (SharpTone Records)
- 2016: Bulletproof (SharpTone Records)
- 2016: Let's Get Abducted (SharpTone Records)
- 2019: Villain (Attila Music)
- 2019: Toxic (Attila Music)
- 2019: Bad Habits (Attila Music)